# Webmail
Webmail – aplikacja internetowa pozwalająca użytkownikom korzystać z usług poczty elektronicznej, przy wykorzystaniu przeglądarki internetowej w roli klienta poczty elektronicznej.